# Сиутат Меридиана (станция метро, Барселона)
Сиутат Меридиана (кат. Ciutat Meridiana) — станция Барселонского метрополитена, расположенная на линии 11. Открытие станции состоялось 14 декабря 2003 года в составе пускового участка линии 11 от станции «Тринитат Нова» до станции «Кан-Куиас». Станция расположена в одноимённом районе округа Ноу Баррис Барселоны.

## Платформа
Станция обладает одной береговой платформой, расположенной на глубине 50 метров. Благодаря этому, станция являлась самой глубокой в Барселонском метрополитене с момента открытия до октября 2008 года, когда открылась станция «Рукетес» линии 3, расположенная также на глубине 50 метров.
В 2009 году, в рамках модернизации всей линии 11, на станции были установлены платформенные раздвижные двери.

## Вестибюль
Платформа станции связана 4 лифтами с единственным вестибюлем, выводящим на улицу Педрафорка (кат. Carrer del Pedraforca) и проспекту Расос-де-Пегера (кат. Avinguda Rasos de Peguera).

На нижнем уровне, перед выходом на платформу, находится инсталляция из подсвечиваемых плакатов, выполненная в абстрактивном стиле.

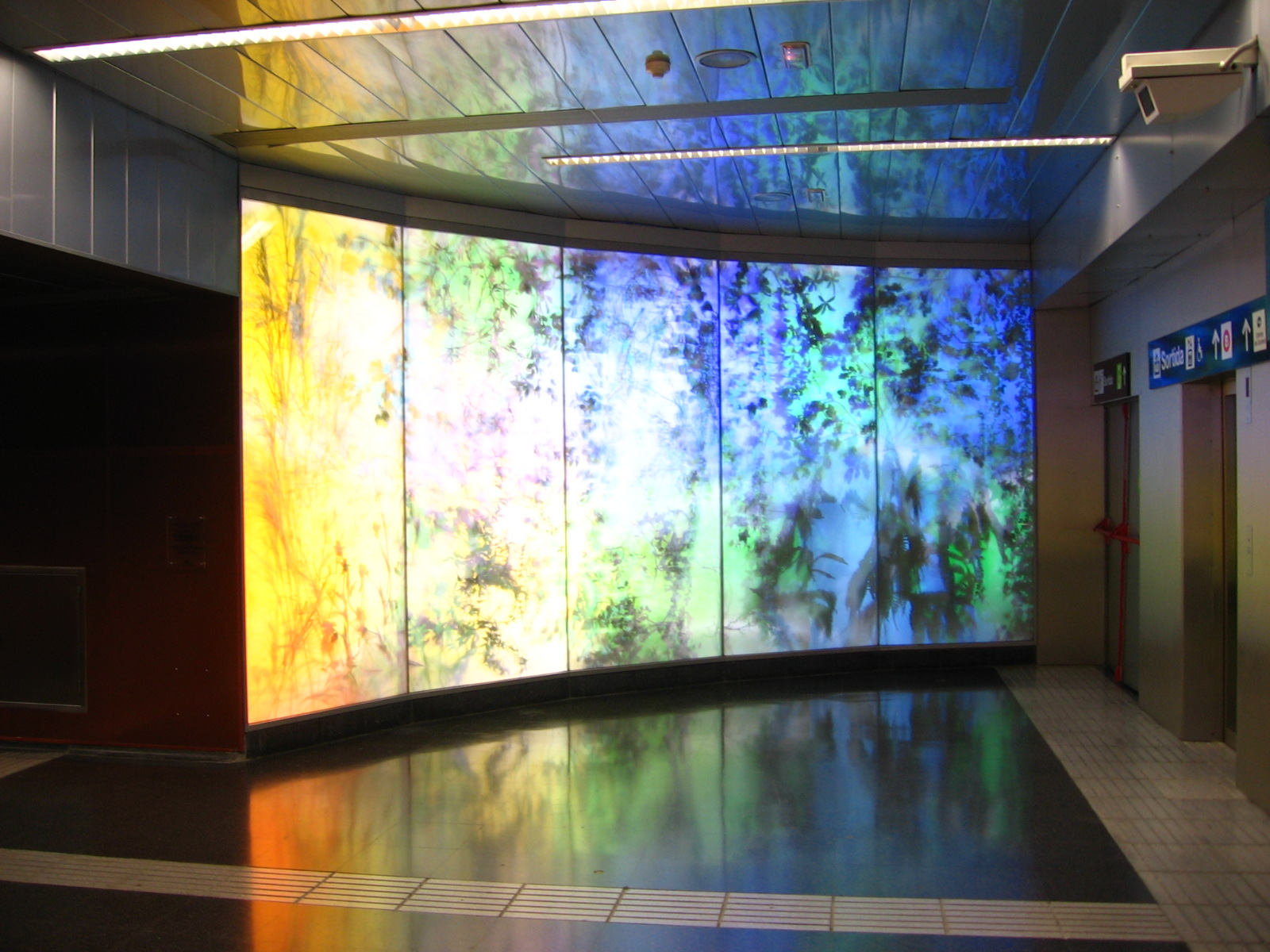
Плакатная инсталляция на уровне платформы